# Lijst van voormalige Hongaarse comitaten

De comitaten van de Landen van de Heilige Hongaarse Stefanskroon met hun Hongaarse namen

Deze tabel lijst de comitaten op waarin de Landen van de Heilige Hongaarse Stefanskroon, ook bekend onder de naam Transleithanië, in het jaar 1910 waren ingedeeld. Dit landsdeel van Oostenrijk-Hongarije bestond in eerste instantie uit het Koninkrijk Hongarije en het Koninkrijk Kroatië en Slavonië.

## Hongaarse comitaten

Het Koninkrijk Hongarije (nummer 16) is op deze kaart in het groen weergegeven

Het koninkrijk Hongarije bestond na de Ausgleich in 1867 uit de onderstaande comitaten en geeft de stand van zaken van in het jaar 1910 mee. Enkele comitaten, zoals Abaúj-Torna en Szolnok-Doboka, ontstonden pas na 1867. De oude comitaten waaruit deze nieuwe comitaten zijn ontstaan, zijn bijgevolg niet in onderstaande lijst opgenomen.

### Hongarije
| Comitaat               | Hoofdplaats                                         | Oppervlakte (km²) | Inwoners (1910)           | Opmerkingen                                                               | Nationaliteiten                             |
| ---------------------- | --------------------------------------------------- | ----------------- | ------------------------- | ------------------------------------------------------------------------- | ------------------------------------------- |
| Abaúj-Torna            | Kassa (Slovaaks Košice)                             | 3.317             | 202.288                   | Ontstaan in 1822 uit Abaúj en Torna                                       | Hongaren en Slovaken                        |
| Alsó-Fehér             | Nagyenyed (Roemeens Aiud)                           | 3.646             | 221.618                   | Zie ook: District Alba (interbellum)                                      | Roemenen en Hongaren                        |
| Arad                   | Arad                                                | 6.048             | 414.338                   | Zie ook: District Arad (Transsylvanië)                                    | Roemenen, Hongaren en Duitsers              |
| Árva                   | Alsókubin (Slovaaks Dolný Kubín)                    | 2.019             | 78.745                    |                                                                           | Slovaken en Polen                           |
| Bács-Bodrog            | Zombor (Servisch Sombor)                            | 10.362            | 812.385                   | Zie ook: Bács-Kiskun en Vojvodina                                         | Hongaren, Duitsers, Serviërs en Slovaken    |
| Baranya                | Pécs                                                | 5.177             | 352.478                   | Zie ook: Baranya (comitaat) en Osijek-Baranja                             | Hongaren, Duitsers, Serviërs en Kroaten     |
| Bars                   | Aranyosmarót (Slovaaks Zlaté Moravce)               | 2.724             | 178.500                   |                                                                           | Slovaken, Hongaren en Duitsers              |
| Békés                  | Gyula                                               | 3.670             | 298.710                   | Zie ook: Békés (comitaat)                                                 | Hongaren en Slovaken                        |
| Bereg                  | Beregszász (Oekraïens Берегове)                     | 3.786             | 236.611                   | Zie ook: Szabolcs-Szatmár-Bereg en Oblast Transkarpatië                   | Roethenen, Hongaren en Duitsers             |
| Beszterce-Naszód       | Beszterce (Roemeens Bistrița)                       | 4.333             | 127.843                   | Zie ook: District Bistrița-Năsăud                                         | Roemenen, Duitsers en Hongaren              |
| Bihar                  | Nagyvárad (Roemeens Oradea)                         | 10.657            | 646.301                   | Zie ook: Hajdú-Bihar en District Bihor (Transsylvanië)                    | Hongaren en Roemenen                        |
| Borsod                 | Miskolc                                             | 3.629             | 289.914                   | Zie ook: Borsod-Abaúj-Zemplén                                             | Hongaren                                    |
| Brassó                 | Brassó (Roemeens Brașov)                            | 1.492             | 101.199                   | Zie ook: District Brașov                                                  | Hongaren, Roemenen en Duitsers              |
| Csanád                 | Makó                                                | 1.714             | 145.248                   |                                                                           | Hongaren, Slovaken en Roemenen              |
| Csík                   | Csíkszereda (Roemeens Miercurea Ciuc)               | 5.064             | 145.720                   | Zie ook: District Harghita                                                | Hongaren en Roemenen                        |
| Csongrád               | Szentes                                             | 3.569             | 325.568                   | Zie ook: Csongrád (comitaat)                                              | Hongaren                                    |
| Esztergom              | Esztergom                                           | 1.077             | 908.00                    | Zie ook: Nitra (regio), Komárom-Esztergom                                 | Hongaren en Slovaken                        |
| Fejér                  | Székesfehérvár                                      | 4.129             | 250.670                   | Zie ook: Fejér                                                            | Hongaren en Duitsers                        |
| Fogaras                | Fogaras (Roemeens Făgăraș)                          | 2.444             | 95.174                    | Zie ook: District Brașov                                                  | Roemenen                                    |
| Gömör és Kis-Hont      | Rimaszombat (Slovaaks Rimavská Sobota)              | 4.278             | 188.098                   |                                                                           | Hongaren en Slovaken                        |
| Győr                   | Győr                                                | 1.534             | 136.295                   | Zie ook: Győr-Moson-Sopron                                                | Hongaren                                    |
| Hajdú                  | Debrecen                                            | 3.343             | 253.863                   | Zie ook: Hajdú-Bihar                                                      | Hongaren                                    |
| Háromszék              | Sepsiszentgyörgy (Roemeens Sfântu Gheorghe)         | 3.889             | 148.080                   | Zie ook: District Covasna                                                 | Hongaren en Roemenen                        |
| Heves                  | Eger                                                | 3.761             | 279.700                   | Zie ook: Heves (comitaat)                                                 | Hongaren                                    |
| Hont                   | Ipolyság (Slovaaks Šahy)                            | 2.633             | 132.441                   | Zie ook: Pest (comitaat) en Nógrád                                        | Hongaren en Slovaken                        |
| Hunyad                 | Déva (Roemeens Deva)                                | 7.709             | 340.135                   | Zie ook: District Hunedoara                                               | Roemenen en Hongaren                        |
| Jász-Nagykun-Szolnok   | Szolnok                                             | 5.251             | 373.964                   | Zie ook: Jász-Nagykun-Szolnok                                             | Hongaren                                    |
| Kis-Küküllő            | Dicsoszentmárton (Roemeens Târnăveni)               | 1.724             | 116.091                   | Zie ook: District Mureș, District Alba en District Sibiu                  | Roemenen, Hongaren en Duitsers              |
| Kolozs                 | Kolozsvár (Roemeens Cluj-Napoca)                    | 5.006             | 286.687                   | Zie ook: District Cluj                                                    | Roemenen en Hongaren                        |
| Komárom                | Komárom (Slovaaks Komárno)                          | 2.843             | 201.850                   | Zie ook: Komárom-Esztergom                                                | Hongaren                                    |
| Krassó-Szörény         | Lugos (Roemeens Lugoj)                              | 11.074            | 466.147                   | Zie ook: District Caraș-Severin en District Timiș                         | Roemenen, Duitsers, Hongaren en Krasjovanen |
| Liptó                  | Liptószentmiklós (Slovaaks Liptovský Svätý Mikuláš) | 2.246             | 86.906                    |                                                                           | Slovaken                                    |
| Máramaros              | Máramarossziget (Roemeens Sighetu Marmației)        | 9.716             | 357.705                   | Zie ook: District Maramureș                                               | Roethenen, Roemenen, Hongaren en Duitsers   |
| Maros-Torda            | Marosvásárhely (Roemeens Târgu Mureș)               | 4.203             | 219.589                   | Zie ook: District Mureș                                                   | Hongaren en Roemenen                        |
| Moson                  | Magyaróvár                                          | 1.989             | 94.479                    | Zie ook: Gyor-Moson-Sopron                                                | Duitsers en Hongaren                        |
| Nagy-Küküllő           | Segesvár (Roemeens Sighișoara)                      | 3.337             | 148.826                   | Zie ook: District Mureș, District Brașov en District Sibiu                | Duitsers, Roemenen en Hongaren              |
| Nógrád                 | Balassagyarmat                                      | 4.128             | 261.517                   | Zie ook: Nógrád                                                           | Hongaren en Slovaken                        |
| Nyitra                 | Nyitra (Slovaaks Nitra)                             | 5.519             | 457.455                   |                                                                           | Slovaken, Hongaren en Duitsers              |
| Pest-Pilis-Solt-Kiskun | Boedapest                                           | 13.170            | 1.978.041 incl. Boedapest | Zie ook: Pest (comitaat) en Bács-Kiskun                                   | Hongaren, Duitsers en Slovaken              |
| Pozsony                | Pozsony (Slovaaks Prešporok)                        | 4.370             | 389.750                   |                                                                           | Slovaken, Hongaren en Duitsers              |
| Sáros                  | Eperjes (Slovaaks Prešov)                           | 3.652             | 174.620                   |                                                                           | Slovaken, Roethenen en Hongaren             |
| Somogy                 | Kaposvár                                            | 6.675             | 365.961                   | Zie ook: Somogy                                                           | Hongaren en Duitsers                        |
| Sopron                 | Sopron                                              | 3.256             | 283.510                   | Zie ook: Győr-Moson-Sopron                                                | Hongaren en Duitsers                        |
| Szabolcs               | Nyíregyháza                                         | 4.637             | 319.818                   | Zie ook: Szabolcs-Szatmár-Bereg                                           | Hongaren                                    |
| Szatmár                | Nagykároly (Roemeens Carei)                         | 6.287             | 396.632                   | Zie ook: Szabolcs-Szatmár-Bereg, District Satu Mare en District Maramureș | Hongaren en Roemenen                        |
| Szeben                 | Nagyszeben (Roemeens Sibiu)                         | 3.619             | 176.921                   | Zie ook: District Sibiu                                                   | Roemenen en Duitsers                        |
| Szepes                 | Lőcse (Slovaaks Levoča)                             | 3.654             | 172.867                   |                                                                           | Slovaken, Duitsers en Hongaren              |
| Szilágy                | Zilah (Roemeens Zalău)                              | 3.815             | 230.140                   | Zie ook: District Sălaj                                                   | Roemenen en Hongaren                        |
| Szolnok-Doboka         | Dés (Roemeens Dej)                                  | 4.786             | 251.936                   | Ontstond in 1876 uit de comitaten Belső-Szolnok en Doboka                 | Roemenen en Hongaren                        |
| Temes                  | Temesvár (Roemeens Timișoara)                       | 7.433             | 500.835                   | Zie ook: District Timiș en Vojvodina                                      | Roemenen, Duitsers, Hongaren en Serviërs    |
| Tolna                  | Szekszárd                                           | 3.537             | 267.259                   | Zie ook: Tolna (comitaat)                                                 | Hongaren en Duitsers                        |
| Torda-Aranyos          | Torda (Roemeens Turda)                              | 3.517             | 174.375                   | Zie ook: District Cluj, District Mureș en District Alba                   | Roemenen en Hongaren                        |
| Torontál               | Nagybecskerek (Servisch Zrenjanin)                  | 10.016            | 615.151                   | Zie ook: Csongrád (comitaat), District Timiș en Vojvodina                 | Serviërs, Duitsers, Hongaren en Roemenen    |
| Trencsén               | Trencsén (Slovaaks Trenčín)                         | 4.456             | 310.437                   |                                                                           | Slovaken                                    |
| Turóc                  | Turócszentmárton (Slovaaks Martin)                  | 1.123             | 55.703                    |                                                                           | Slovaken en Duitsers                        |
| Udvarhely              | Székelyudvarhely (Roemeens Odorheiu Secuiesc)       | 2.938             | 124.173                   | Zie ook: District Harghita                                                | Hongaren                                    |
| Ugocsa                 | Nagyszőlős (Oekraïens Виноградів)                   | 1.213             | 91.755                    | Zie ook: Oblast Transkarpatië                                             | Hongaren, Roethenen en Roemenen             |
| Ung                    | Ungvár (Oekraïens Ужгород)                          | 3.230             | 162.089                   | Zie ook: Oblast Transkarpatië                                             | Roethenen, Hongaren en Slovaken             |
| Vas                    | Szombathely                                         | 5.474             | 435.793                   | Zie ook: Vas (comitaat)                                                   | Hongaren, Duitsers en Slovenen              |
| Veszprém               | Veszprém                                            | 3.953             | 229.776                   | Zie ook: Veszprém (comitaat)                                              | Hongaren en Duitsers                        |
| Zala                   | Zalaegerszeg                                        | 5.994             | 466.333                   | Zie ook: Zala (comitaat)                                                  | Hongaren, Kroaten en Slovenen               |
| Zemplén                | Sátoraljaújhely                                     | 6.282             | 343.194                   | Zie ook: Borsod-Abaúj-Zemplén                                             | Hongaren en Slovaken                        |
| Zólyom                 | Besztercebánya (Slovaaks Banská Bystrica)           | 2.634             | 133.653                   |                                                                           | Slovaken en Hongaren                        |

### Stad Fiume met gebied,corpus separatum
| Comitaat         | Hoofdplaats              | Oppervlakte (km²) | Inwoners (1910) | Opmerkingen                                                                         |
| ---------------- | ------------------------ | ----------------- | --------------- | ----------------------------------------------------------------------------------- |
| Fiume met gebied | Fiume (Kroatisch Rijeka) | 21                | 49.806          | Onafhankelijk van 1920 tot 1924, Italiaans van 1924 tot 1947, sindsdien bij Kroatië |

## Kroatische comitaten

Comitaten van het koninkrijk Kroatië en Slavonië vanaf 1867

Hieronder zijn de comitaten weergegeven die na 1867 onder het koninkrijk Kroatië en Slavonië vielen.
| Comitaat                                     | Hoofdplaats                  | Oppervlakte (km²) | Inwoners (1910) | Opmerkingen                                            |
| -------------------------------------------- | ---------------------------- | ----------------- | --------------- | ------------------------------------------------------ |
| Belovár-Kőrös (Kroatisch Bjelovar-Križevci)  | Belovár (Kroatisch Bjelovar) | 5.070             | 332.592         | Zie ook: Bjelovar-Bilogora en Koprivnica-Križevci      |
| Lika-Krbava (Kroatisch Lika-Krbava)          | Goszpics (Kroatisch Gospić)  | 6.211             | 204.710         | Zie ook: Lika-Senj                                     |
| Modrus-Fiume (Kroatisch Modruš-Rijeka)       | Ogulin                       | 4.879             | 231.654         | Zie ook: Primorje-Gorski Kotar en Karlovac (provincie) |
| Pozsega (Kroatisch Požega)                   | Pozsega (Kroatisch Požega)   | 4.929             | 265.272         | Zie ook: Požega-Slavonië en Brod-Posavina              |
| Szerém (Kroatisch Srijem, Nederlands Syrmië) | Vukovár (Kroatisch Vukovar)  | 6.866             | 414.234         | Zie ook: Vukovar-Srijem en Vojvodina                   |
| Varasd (Kroatisch Varaždin)                  | Varasd (Kroatisch Varaždin)  | 2.507             | 307.010         | Zie ook: Varaždin (provincie) en Krapina-Zagorje       |
| Verőce (Kroatisch Virovitica)                | Eszék (Kroatisch Osijek)     | 4.867             | 272.430         | Zie ook: Virovitica-Podravina en Osijek-Baranja        |
| Zágráb (Kroatisch Zagreb)                    | Zágráb (Kroatisch Zagreb)    | 7.212             | 594.052         | Zie ook: Zagreb, Zagreb (provincie) en Sisak-Moslavina |